# فرودگاه پیس ریور
 فرودگاه پیس ریور (به انگلیسی: Peace River Airport) یک فرودگاه همگانی باربری با کد یاتا YPE است که یک باند فرود آسفالت دارد و طول باند آن ۱۵۲۴ متر است. این فرودگاه در کشور کانادا قرار دارد و در ارتفاع ۵۷۱ متری از سطح دریا واقع شده است. و دارای امکانات نسبتا مطلوبی می باشد.